# 621 a.C.

## Eventos
- Drácon torna-se arconte epónimo em Esparta e promulga as leis draconianas.[1][2]
- Construção da primeira ponte romana conhecida, no Tibre, chamada Ponte Sublício ("ponte das Estacas")[3]